# Comuna Pesac, Timiș
Pesac este o comună în județul Timiș, Banat, România, formată numai din satul de reședință cu același nume. A fost înființată în 2007 s-a desprins din comuna Periam.
Demografie: La 1 ianuarie 2010, comuna numara 852 de locuinte, iar populatia stabila era de 2127 de persoane
, din care:
- masculin = 1055 persoane
- feminin = 1072 persoane
sursa: http://www.cjtimis.ro/pesac/index.php Arhivat în 15 ianuarie 2012, la Wayback Machine.

## Demografie
Componența etnică a comunei Pesac
     Români (72,64%)
     Romi (7,25%)
     Alte etnii (0,6%)
     Necunoscută (19,51%)
Componența confesională a comunei Pesac
     Ortodocși (63,16%)
     Penticostali (12,53%)
     Romano-catolici (2,07%)
     Baptiști (1,36%)
     Alte religii (1,14%)
     Necunoscută (19,73%)
Conform recensământului efectuat în 2021, populația comunei Pesac se ridică la 1.835 de locuitori, în scădere față de recensământul anterior din 2011, când fuseseră înregistrați 1.990 de locuitori. Majoritatea locuitorilor sunt români (72,64%), cu o minoritate de romi (7,25%), iar pentru 19,51% nu se cunoaște apartenența etnică. Din punct de vedere confesional, majoritatea locuitorilor sunt ortodocși (63,16%), cu minorități de penticostali (12,53%), romano-catolici (2,07%) și baptiști (1,36%), iar pentru 19,73% nu se cunoaște apartenența confesională.

## Politică și administrație
Comuna Pesac este administrată de un primar și un consiliu local compus din 11 consilieri. Primarul, Cornel Toma[*], de la Partidul Social Democrat, este în funcție din 2008. Începând cu alegerile locale din 2024, consiliul local are următoarea componență pe partide politice:
|  | Partid                          | Consilieri | Componența Consiliului | Componența Consiliului | Componența Consiliului | Componența Consiliului | Componența Consiliului | Componența Consiliului |
|  | ------------------------------- | ---------- | ---------------------- | ---------------------- | ---------------------- | ---------------------- | ---------------------- | ---------------------- |
|  | Partidul Social Democrat        | 6          |                        |                        |                        |                        |                        |                        |
|  | Alianța pentru Unirea Românilor | 3          |                        |                        |                        |                        |                        |                        |
|  | Partidul Național Liberal       | 2          |                        |                        |                        |                        |                        |                        |